# High Voltage Valley
High Voltage Valley (HVV) en neutral samverkansplattform i Ludvika där storföretaget ABB, ett antal mindre företag i regionen, tekniska högskolor och flera offentliga aktörer samverkar för att stärka regionens position inom överföring av elektrisk energi baserat på elkraftteknik. High Voltage Valley är en del av det regionala utvecklingsbolaget AB Samarkand2015. Aktuella forskningsområden är smarta elnät och förnybar energi.

## Etablering
Landshövdingen i Dalarnas län, Ingrid Dahlberg medverkade i invigningen av High Voltage Valley den 1 september 2005.. Invigningen följdes av ett regeringsbeslut om finansiering.
Under senare delen av år 2002 genomförde näringslivet och kommunerna i Västerbergslagen en gemensam analys av vad som ansågs krävas för att värna och stärka regionens industriella konkurrenskraft och tillväxt. En av slutsatserna var att tillgången på kompetens och närheten till akademisk forskning måste förbättras för att säkerställa närvaron av regionens världsledande industri. Konkurrensen från låglöneländer kan mötas genom skapandet av en innovationsbaserad miljö för teknisk utveckling på högsta internationella nivå. Konceptet High Voltage Valley som en mötesplats mellan industri och akademiska lärosäten verksamma inom området elektrisk kraftöverföring växte fram. Etableringen av High Voltage Valley leddes av Björn Knutsson, dåvarande VD för AB Samarkand2015, tillsammans med Magnus Olofsson som då arbetade vid ABB.

## Inledande forskningsverksamhet
Verksamheten startade i slutet av år 2005 och under åren 2006–2008 byggdes ett nära samarbete upp med universiteten Kungliga Tekniska högskolan, Chalmers tekniska högskola och Uppsala universitet, samt med företagen ABB och STRI. Forskningsverksamheten finansierades delvis av regeringen och Europeiska Unionen. Forskning och även viss specialiserad utbildning har fokuserat på isolationsområdet under ledning av professor Stanislaw Gubanski vid Chalmers. Ett internationellt projekt har även genomförts inom området elektromagnetisk terrorism under ledning av professor Mats Bäckström från KTH.